# Noschai-Jurtowski rajon
Der Rajon Noschai-Jurt (tschetschenisch Нажи-Йуьртан кӀошт) ist eine administrativ-territoriale Einheit und eine Gemeindeformation (Gemeindebezirk) in der tschetschenischen Republik der Russischen Föderation. Das Verwaltungszentrum ist das Dorf Noschai-Jurt.

## Geographische Lage
Der Rajon liegt im östlichen Teil Tschetscheniens, in der Übergangszone von den Ausläufern zu den Bergen. Er grenzt im Osten und Süden – mit Dagestan im Norden – an den Bezirk Gudermes, im Westen an die Rajons Vedensky und Kurchaloyevsky. Die Fläche des Bezirks beträgt 628,81 km². Das Klima ist gemäßigt, der durchschnittliche jährliche Niederschlag beträgt ca. 500 mm.

## Geschichte
Der Bezirk Noschai-Jurtowski wurde durch Dekret des tschetschenischen Regionalvorstandes am 30. März 1923 aus dem ehemaligen 2. Teil des Bezirks Vedensky gebildet. Am 14. September 1925 wurde der Bezirk Noschai-Jurtowski in Yassinsky umbenannt, am 3. Oktober desselben Jahres wurde dieser in Sayasanowski umbenannt. Am 8. März 1926 erfolgte eine weitere Umbenennung in Bezirk Noschai-Jurt.
Durch den Erlass des Präsidiums des Obersten Sowjets der UdSSR am 7. März 1944 mit der Abschaffung der Tschetscheno-Inguschischen ASSR wurde die Region Noschai-Jurtowski in Andalal umbenannt und in die Dagestanische ASSR überführt. Am 9. Januar 1957, mit der Wiederherstellung der Tschetscheno-Inguschischen Autonomen Sozialistischen Sowjetrepublik, wurde die Region Andalas wieder in ihre Struktur zurückversetzt und am 10. April desselben Jahres wieder in Nozhai-Jurte umbenannt. Am 13. Mai 1961 wurde ein Teil des Territoriums des abgeschafften Rajons Sayasanowski dem Rajon Noschai-Jurt angegliedert.